# Bateria de Mesa Roldán

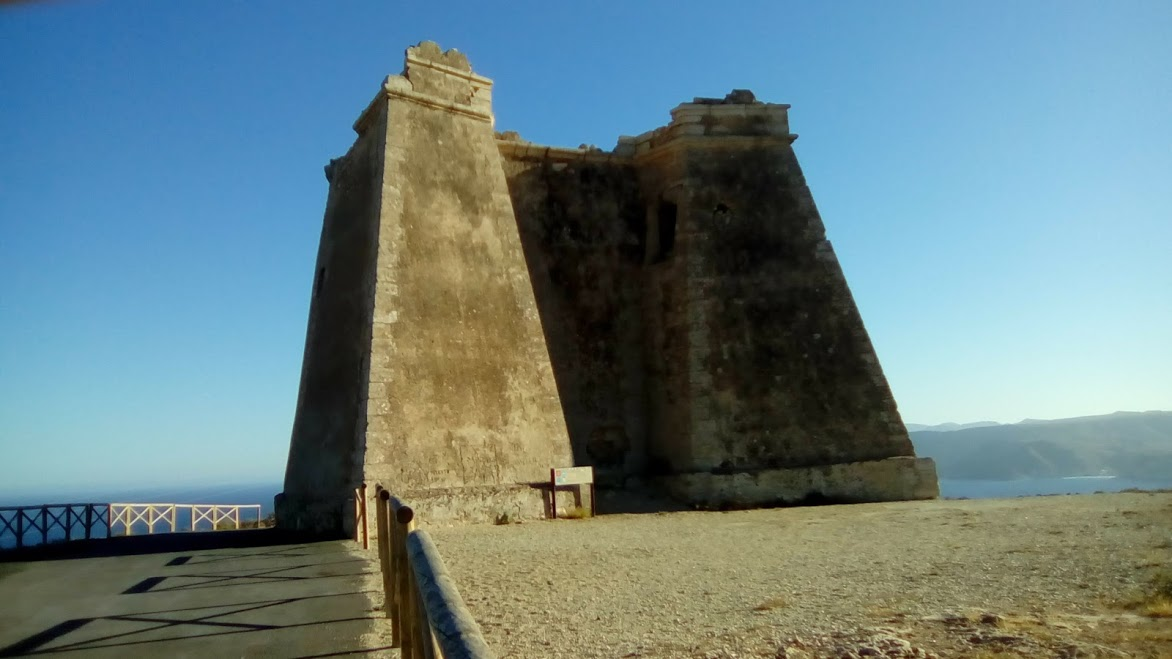
Vista des del nord

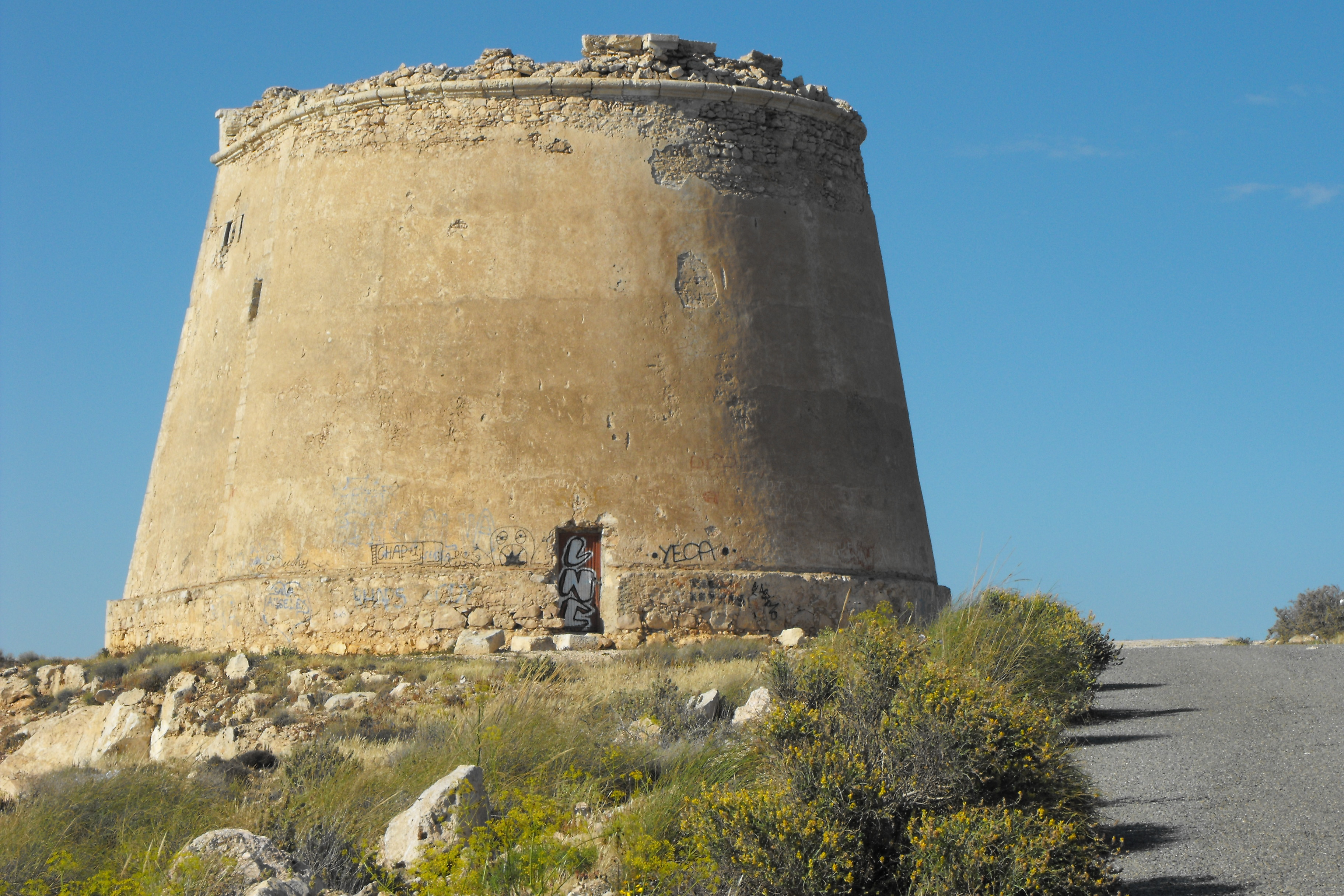
Vista des del sud

La Bateria de Mesa Roldán és una torre de defensa costanera del tipus torre de peülla o de ferradura situada sobre el dom volcànic de Mesa Roldán, entre la punta de los Muertos i la punta de la Media Naranja, i al costat del far del mateix nom, en el municipi de Carboneras, província d'Almeria, Andalusia.
Va ser construïda el segle xviii, l'any 1766, durant el regnat de Carles III d'Espanya, sobre una altra d'origen àrab.

## Protecció
Es troba sota la protecció de la Declaració genèrica del Decret de 22 d'abril de 1949 i la Llei 16/1985 de 25 de juny (BOE número 155 de 29 de juny de 1985) sobre el Patrimoni Històric Espanyol. La Junta d'Andalusia va atorgar un reconeixement especial als castells de la Comunitat Autònoma d'Andalusia en 1993. És Bé d'Interès Cultural des de 1993. És d'accés lliure.